# 狐式装甲侦察车

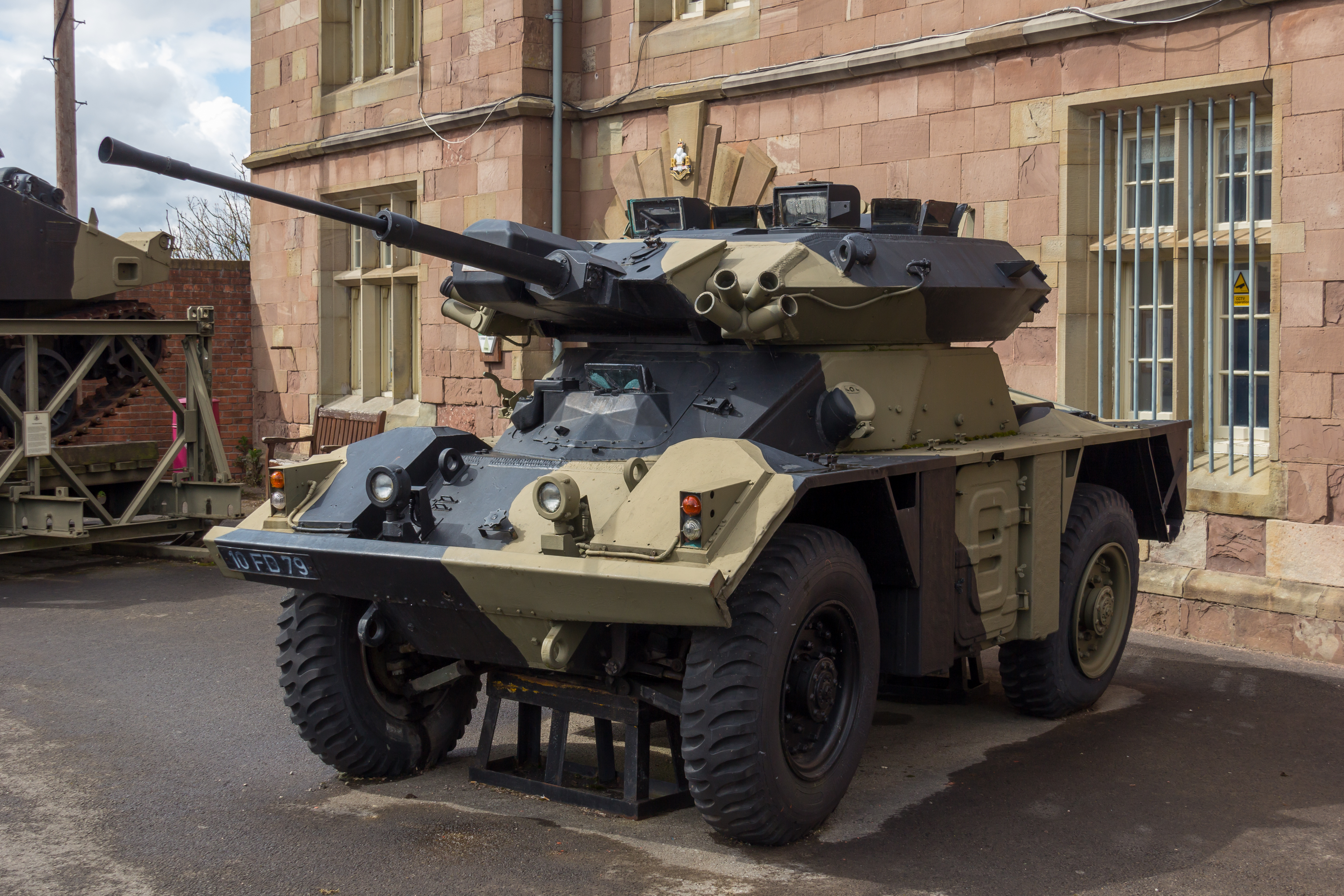
博文顿坦克博物馆的FV721

FV721狐式装甲车是英国陆军的侦察车（轮式装甲车）。它于1973年5月被采用，以取代雪貂和萨拉丁装甲车，并于1993年4月退役。

## 部分衍生型号

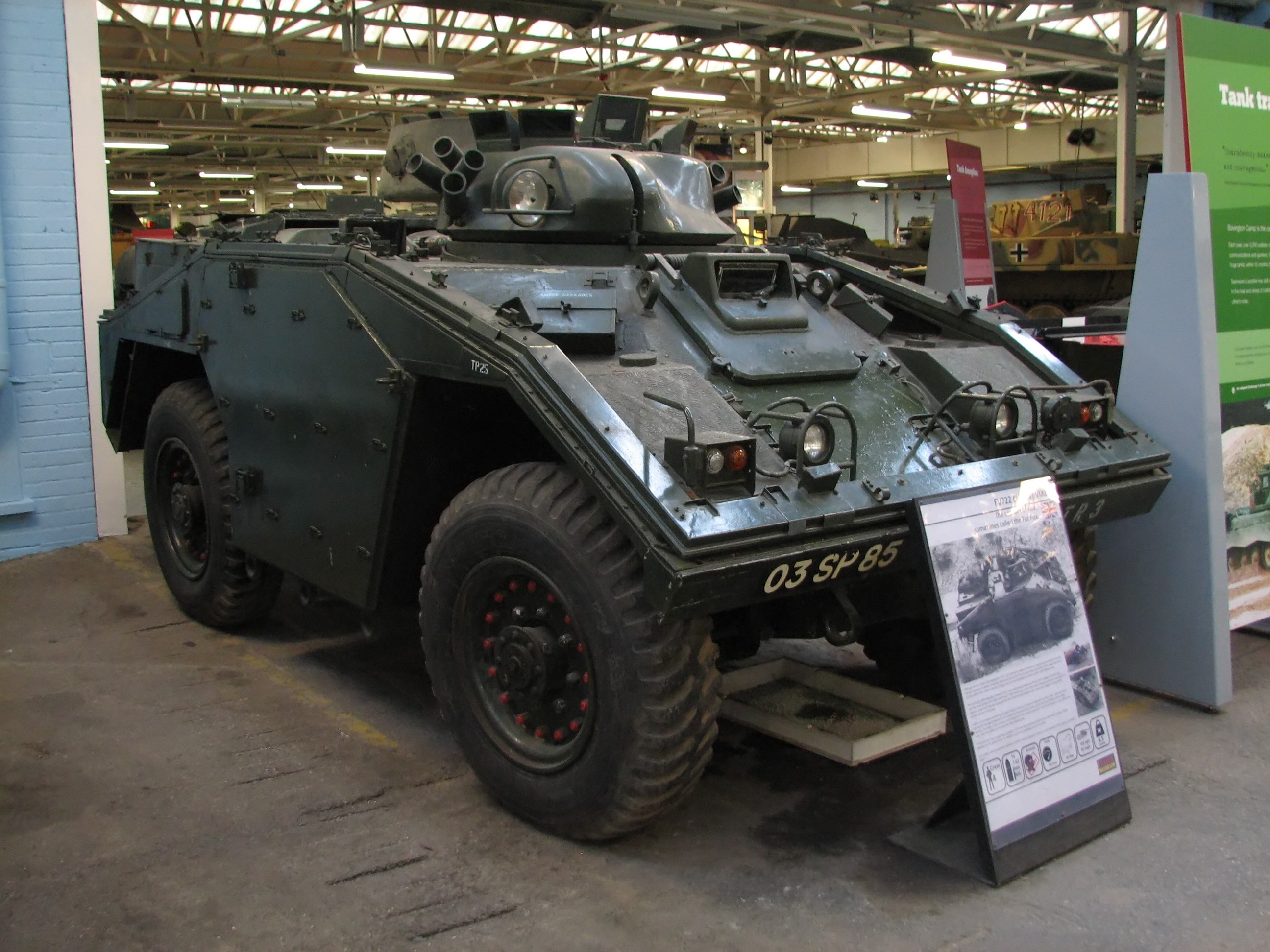
博文顿坦克博物馆的FV722雌狐原型车

- FV722雌狐—无炮塔版本已计划并测试，但从未投入生产。博文顿博物馆收藏着雌狐的一辆原型车。
- 军刀 (坦克)—狐式的炮塔被重新安装在FV101蝎式车体的底盘上，打造出新型履带式侦察车军刀。比类似的FV107 Scimitar生产成本更便宜，总共生产了136辆。修改包括重新设计烟雾弹发射器、用L94A1链炮取代标准机枪以及圆顶舱口以改善车长和炮手头顶的活动空间。他们被分配到装甲和机械化步兵营的侦察排。2004年退役。[2]

## 用户

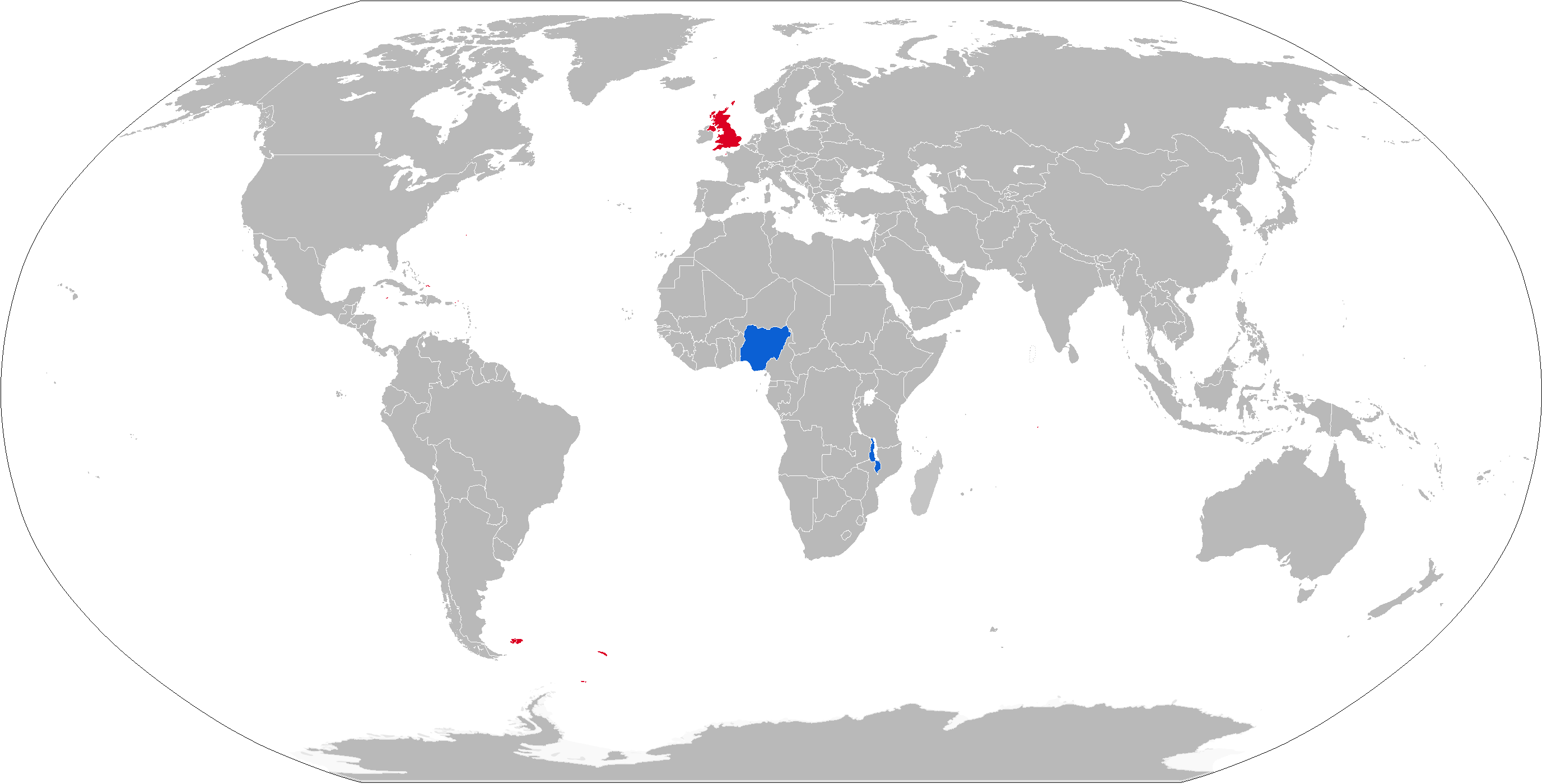
地图上的蓝色表示狐式的当前用户，红色表示历史用户

### 当前用户
- 马拉维 - 70/20[3]
- 奈及利亞 - 55/75[3]

### 历史用户
- 英国 - 200（退役）

## 引用
1. ↑  Staff Writer, , Military Factory,   [2021-10-11], （原始内容存档于2024-04-08）
2. ↑  . 下议院 国会议事记录（英语：Hansard）. 英国议会.   [2009-01-16]. （原始内容存档于2010-04-25）.
3. 1 2  . Jane's.   [2010-10-17].